# منافسة
المنافسة أو التنافس هي سباق بين الأفراد والجماعات، ، والأمم، وما إلى ذلك من أجل بقعه جغرافيه، مكانا أو موقعا للموارد أو ميداليه أو لقب معين أو سلطه. تنشأ المنافسة كلما اثنين أو أكثر من الأطراف يباشرون السعي من أجل هدف التفوق ليفوز طرف على آخر.